# Jalmar Sjöberg
Jalmar Leonard Sjöberg (* 31. März 1985 in Teckomatorp) ist ein ehemaliger schwedischer Ringer.

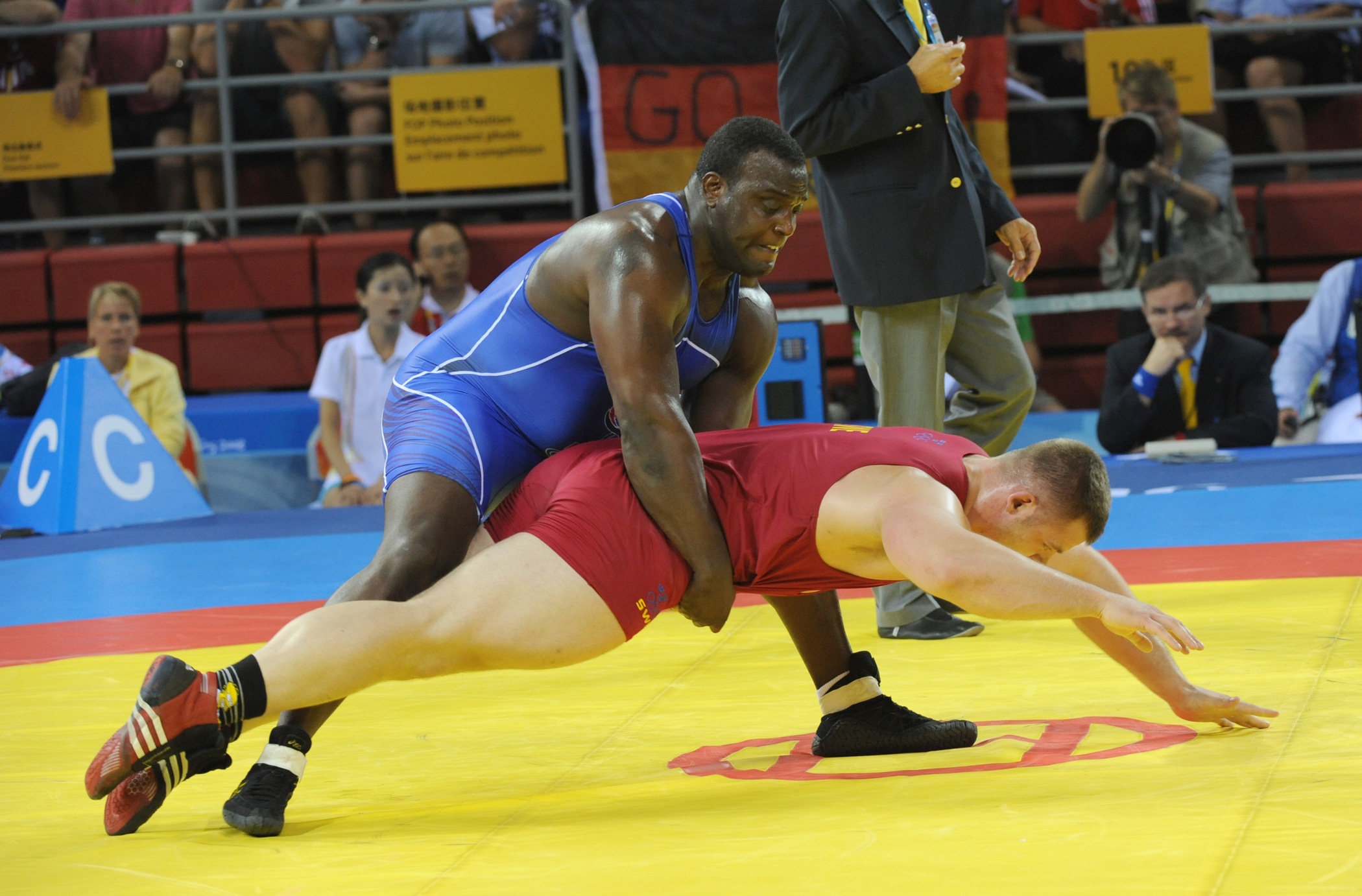
Jalmar Sjöberg (rot) im Kampf gegen Dremiel Byers bei den Olympischen Sommerspielen 2008.

Als Junior wurde er 2005 Weltmeister. Im gleichen Jahr wechselte der 1,90 Meter große Schwergewichtler zu den Senioren. Im April 2007 wurde er Dritter bei den Europameisterschaften, wobei er sich nur dem späteren Sieger Chassan Barojew aus Russland geschlagen geben musste.

## Erfolge
- 2005, 21. Platz bei den Ringer-Weltmeisterschaften 2005 in Budapest, griechisch-römisches Ringen (GR), nach einer Niederlage gegen Yekta Yılmaz Gül
- 2006, 15. Platz bei den Ringer-Europameisterschaften 2006 in Moskau, GR, nach einer Niederlage gegen Xenofon Koutsioubas
- 2006, 5. Platz bei den Ringer-Weltmeisterschaften 2006 in Guangzhou (Kanton), GR, nach Siegen über Ralf Böhringer und David Vála, und Niederlagen gegen Chassan Barojew, und Sergei Artjuchin
- 2007, 3. Platz bei den Ringer-Europameisterschaften 2007 in Sofia, GR, nach Siegen über Revaz Chelidse, Mindaugas Mizgaitis und Gyula Branda und einer Niederlage gegen Chassan Barojew
- 2007, 18. Platz bei den Ringer-Weltmeisterschaften 2007 in Baku, GR, nach Niederlagen gegen David Vala und Chassan Barojew und einem Sieg über Nico Schmidt
- 2008, 11. Platz bei den Ringer-Europameisterschaften 2008 in Tampere, GR, nach einem Sieg über Wladimir Guralski und einer Niederlage gegen Oleksandr Tschernezkyj
- 2008, 5. Platz bei den Olympischen Sommerspielen 2008 in Peking, GR, nach Siegen über Marek Mikulski, Anton Botev und Dremiel Byers und Niederlagen gegen Mijaín López und Juri Patrikejew
- 2009, 2. Platz bei den Ringer-Europameisterschaften 2009 in Vilnius, GR, bis 120 kg
- 2009, 3. Platz bei den Ringer-Weltmeisterschaften 2009 in Herning, GR, bis 120 kg